# Notation aux échecs
La notation aux échecs désigne plusieurs systèmes qui se sont développés dans le but d'enregistrer soit les coups effectués dans une partie d'échecs, soit la position des pièces sur un échiquier. Les premiers systèmes de notation utilisaient de longs récits pour décrire chaque mouvement ; ceux-ci ont évolué progressivement vers des systèmes de notation compacts. Actuellement, la notation algébrique est la norme acceptée et est largement utilisée. La notation algébrique possède plusieurs variantes. La notation descriptive a été utilisée dans la littérature anglaise et espagnole jusqu'à la fin du XXe siècle, mais est maintenant obsolète. Il existe des systèmes spéciaux pour les échecs par correspondance internationale. La Portable Game Notation est utilisée par des programmes informatiques d'échecs. Des systèmes existent également pour la transmission en utilisant le code Morse sur télégraphe ou radio.

## Enregistrement des coups
Quelques notations d'enregistrement de coups sont conçues principalement pour être utilisées par des joueurs humains ; d'autres sont conçues pour une utilisation par des ordinateurs.

### Systèmes de notation pour les humains

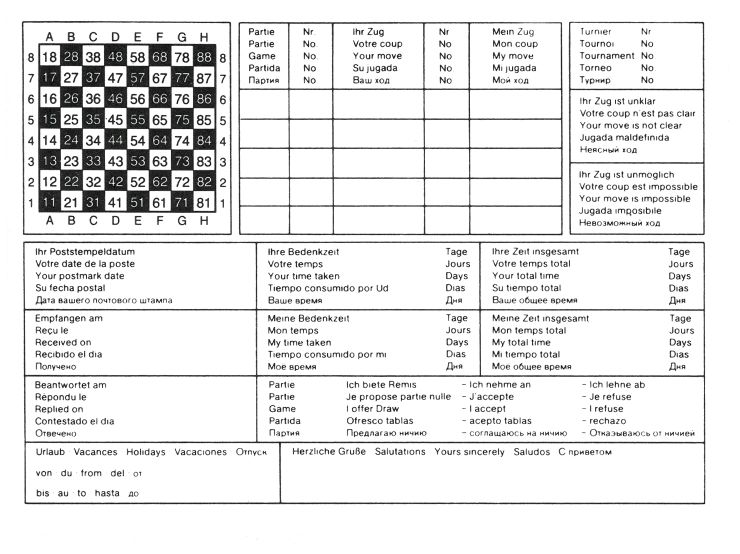
Carte postale pour une partie d'échecs par correspondance utilisant la notation algébrique.

Dans les compétitions reconnues, tous les joueurs sont tenus d'enregistrer tous les coups des deux joueurs afin de régler les différends au sujet d'un coup illégal et de la position actuelle. Tous les entraîneurs d'échecs recommandent fortement l'enregistrement des parties afin d'améliorer sa technique. Les notations algébriques et descriptives sont également utilisées dans les livres portant sur les échecs.

#### Notation algébrique
La notation algébrique est plus compacte que la notation descriptive et est la méthode la plus utilisée pour enregistrer les coups d'une partie d'échecs. Elle a été utilisée dans certaines régions depuis le début du XIXe siècle et est moins sujette à l'erreur que le système descriptif anglais. La notation algébrique est la notation officielle de la Fédération internationale des échecs (FIDE) et doit être utilisée dans toute compétition internationale reconnue impliquant des joueurs humains. La fédération américaine des échecs préfère l'utilisation de la notation algébrique, mais permet encore la notation descriptive.
- La notation algébrique standard (NAS) est la notation standardisée par la FIDE[4]. Elle omet la colonne et la rangée de départ de la pièce, à moins que celles-ci soient nécessaires pour lever une ambiguïté.
- La notation algébrique figurine (NAF) est une variante très utilisée de la notation algébrique standard qui remplace la lettre représentant une pièce par son symbole, à savoir ♞c6  au lieu de Cc6 ou ♖xg4 au lieu de Txg4 ; les pions sont omis, comme dans la notation algébrique standard. Cela permet aux coups d'être lus indépendamment de la langue. Pour afficher ou imprimer ces symboles sur un ordinateur, une ou plusieurs polices avec une bonne prise en charge Unicode doivent être installées et le document (page web, traitement de texte, etc.) doit utiliser une de ces polices. Pour plus d'informations, voir les symboles d'échecs en Unicode.
- La notation algébrique longue (NAL) comprend la colonne et la rangée de départ de la pièce, suivie d'un tiret.
- La notation algébrique minimale (NAM) est similaire à la NAS, mais omet les indicateurs de capture (x) et d'échec (+). Elle a été utilisée par l'Informateur d'échecs[5].
- La notation algébrique réversible (NAR) est basée sur la NAL, mais ajoute une lettre supplémentaire à la pièce qui a été capturée, le cas échéant. Le mouvement peut être inversé en remettant la pièce à sa place d'origine et en replaçant la pièce capturée. Par exemple, Td2xFd6[5].
- La notation algébrique réversible concise (NARC) est similaire à la NAR, mais omet la colonne et la rangée si elles ne sont pas nécessaires pour lever une ambiguïté. Par exemple, Td2:F6. Cette notation est recommandée par Gene Milener dans Play Stronger Chess by Examining Chess 960: Usable Strategies for Fischer Random Chess Discovered[5].
- La notation algébrique réversible concise figurine[6] (NARCF) est une forme de NARC avec des figurines de non-Staunton, utilisée par Gene Milener lors des tournois de Chess960.

Le roque se note O-O pour le petit roque et O-O-O pour le grand roque. On écrit après le coup = suivi de la pièce de promotion s'il y en a une (exemple =D). On écrit e.p. après le coup si le coup est une prise en passant. On écrit + après le coup si c'est un échec direct, +d. si c'est un échec à la découverte, ++ si c'est un échec double, ≠ ou # si c'est un mat. On écrit à la fin si on veut commenter !! pour un très bon coup, ! pour un bon coup, ?? pour un très mauvais coup, ? pour un mauvais coup, !? pour un coup digne d'intérêt, ?! pour un coup douteux.

#### Autres systèmes
- La notation descriptive anglaise ou espagnole. Jusque dans les années 1970, du moins dans les pays anglo-saxons ou de langue espagnole, les parties d'échecs ont été enregistrées et publiées en utilisant cette notation. Celle-ci est encore utilisée par un nombre de joueurs principalement âgés et par ceux qui lisent des anciens livres d'échecs (dont certains sont encore importants[7]).
- La notation internationale. Aux échecs par correspondance internationale, l'utilisation de la notation algébrique peut causer quelques confusions, puisque les différentes langues possèdent des noms différents pour les pièces. La norme de transmission des coups dans cette forme du jeu est la notation numérique ICCF[8].
- La notation de Smith[9] est une notation d'échecs simple conçue pour être réversible et représenter un mouvement sans ambiguïté.
- La notation coordonnée est similaire à la notation algébrique, sauf qu'aucune abréviation ni symbole ne sont utilisés pour montrer quelle pièce est en mouvement. Il n'existe presque aucune ambiguïté, car elle inclut toujours la place à partir de laquelle la pièce se déplace, ainsi que sa destination. Il est difficile pour l'humain de l'écrire et de la lire, mais elle est utilisée en interne par certains logiciels liés aux échecs par ordinateur.

#### Exemples de notations
Voici un exemple de plusieurs mêmes mouvements des notations qui peuvent être utilisées par l'homme :
| Coup | Algébrique | Algébrique figurine | Algébrique longue | Algébrique réversible | Réversible Concise | Smith       | Descriptive (anglaise) | Coordonnée  | ICCF      |
| ---- | ---------- | ------------------- | ----------------- | --------------------- | ------------------ | ----------- | ---------------------- | ----------- | --------- |
| 1.   | e4 e5      | e4 e5               | e2-e4 e7-e5       | e2-e4 e7-e5           | e24 e75            | e2e4 e7e5   | P-K4 P-K4              | E2-E4 E7-E5 | 5254 5755 |
| 2.   | Cf3 Cc6    | ♘f3 ♞c6             | Cg1-f3 Cb8-c6     | Cg1-f3 Cb8-c6         | Ng1f3 Nb8c6        | g1f3 b8c6   | N-KB3 N-QB3            | G1-F3 B8-C6 | 7163 2836 |
| 3.   | Fb5 a6     | ♗b5 a6              | Ff1-b5 a7-a6      | Ff1-b5 a7-a6          | Ff1b5 a76          | f1b5 a7a6   | B-N5 P-QR3             | F1-B5 A7-A6 | 6125 1716 |
| 4.   | Fxc6 dxc6  | ♗xc6 dxc6           | Fb5xc6 d7xc6      | Fb5xCc6 d7xFc6        | Fb5:Nc6 d7:Bc6     | b5c6n d7c6b | BxN QPxB               | B5-C6 D7-C6 | 2536 4736 |
| 5.   | d3 Fb4+    | d3 ♝b4+             | d2-d3 Ff8-b4+     | d2-d3 Ff8-b4+         | d23 Ff8b4+         | d2d3 f8b4   | P-Q3 B-N5ch            | D2-D3 F8-B4 | 4243 6824 |
| 6.   | Cc3 Cf6    | ♘c3 ♞f6             | Cb1-c3 Cg8-f6     | Cb1-c3 Cg8-f6         | Cb1c3 Cg8f6        | b1c3 g8f6   | N-B3 N-B3              | B1-C3 G8-F6 | 2133 7866 |
| 7.   | 0-0 Fxc3   | 0-0 ♝xc3            | 0-0 Fb4xc3        | 0-0 Fb4xCc3           | 0-0 Fb4:Fc3        | e1g1c b4c3n | 0-0 BxN                | E1-G1 B4-C3 | 5171 2433 |

Dans toutes les formes de notation, le résultat est généralement indiqué à la fin du jeu, soit par « 1-0 », indiquant que les Blancs ont gagné, soit par « 0-1 », indiquant que les Noirs ont gagné, ou encore par « ½-½ », indiquant un match nul.

#### Annotations
Les annotations commentant une partie utilisent fréquemment des points d'interrogation (« ? ») et des points d'exclamation (« ! ») pour qualifier un mouvement respectivement de mauvais ou de bon.

### Systèmes de notation pour les ordinateurs
Les notations suivantes sont couramment utilisées pour les systèmes informatiques liés aux échecs (en plus de la notation coordonnée et de Smith, qui sont décrites ci-dessus) :
- Portable Game Notation (PGN). Cette notation est la plus commune pour enregistrer les parties d'échecs dans un format approprié pour le traitement informatique[11].
- Steno-Chess. Il s'agit d'un autre format adapté au traitement informatique[12].
- Notation Forsyth-Edwards (NFE). Un format de ligne unique qui donne les positions actuelles des pièces sur un échiquier, afin de permettre la génération d'un échiquier dans autre chose que la matrice initiale de pièces. Il est incorporé dans la norme PGN.
- Description de position étendue (DPE). Un autre format qui donne les positions actuelles d'un échiquier, avec un ensemble étendu de valeurs d'attributs structurés, en utilisant le jeu de caractères ASCII. Cette notation est plus appropriée que la NFE pour certaines variantes d'échecs, telles que Chess960.

### Notation pour le télégraphe et la radio
Certaines méthodes particulières de notation ont été utilisées pour la transmission de mouvements par télégraphe ou radio, en utilisant habituellement le code Morse. 

#### Code de Uedemann
Ce code a été conçu par Louis Uedemann (1854-1912). Cette méthode n'a jamais été réellement utilisée, principalement en raison d'une transposition de lettres qui peut entraîner un mouvement valide mais incorrect.
Les colonnes sont notées A, E, I, O, O, I, E et A. Les rangées B, D, F, G, H, K, L et P. Une case sur l'aile dame est désignée par sa lettre de colonne, puis sa lettre de rangée. Une case sur l'aile roi est désignée par sa lettre de rangée puis par sa lettre de colonne.

#### Notation de Gringmuth
Cette méthode a été inventée par D.A. Gringmuth mais est parfois incorrectement appelée le Code Uedemann. Elle a été utilisée dès 1866. Les colonnes sont désignées avec l'une des deux lettres, selon que l'on est du côté des Blancs ou des Noirs. Ces lettres sont : B et M, C et N, D et P, F et R, G et S, H et T, K et W, L et Z. Les rangées sont notées ainsi : A, E, I, O, O, I, E, et A.

#### Code de Rutherford
Ce code a été inventé en 1880 par Sir William Watson Rutherford (1853-1927). À l'époque, le British Post Office ne permettait pas des chiffres ou des chiffrements dans les télégrammes, mais autorisait des mots latins. Cette méthode permet de transmettre des mouvements de deux parties en même temps. Le numéro du coup de la première partie est multiplié par 60 et ajouté au numéro du coup de la deuxième partie. Des zéros initiaux sont ajoutés pour donner un nombre à quatre chiffres. Les deux premiers chiffres sont compris entre 00 et 39, ce qui correspond à une table de 40 racines latines. Le troisième chiffre correspond à une liste de 10 préfixes latins et le dernier chiffre correspond à une liste de 10 suffixes latins. Le mot résultant est transmis.
Ce système a par la suite été remplacé par la notation de Gringmuth.

## Enregistrement des positions
Les positions sont généralement présentées sous forme de diagrammes (images), en utilisant les symboles présentés ici pour les pièces.
Il existe aussi une notation pour les enregistrements de positions au format texte, appelé la notation Forsyth-Edwards (NFE). Une position peut être enregistrée en énumérant les pièces et les cases qu'elles occupent, par exemple : « Blancs : Re1, Td3, etc. »

## Histoire
La notation des coups aux échecs a évolué lentement, comme le montrent ces exemples. La dernière est la notation algébrique ; les autres notations montrent l'évolution de la notation descriptive.
Un texte de l'époque de Shakespeare utilise des phrases complètes pour décrire les coups. Le grand joueur du XVIIIe siècle Philidor a utilisé une approche presque aussi narrative dans son livre influent « L'Analyze des Echecs ».
La notation algébrique a été utilisée par Philippe Stamma (env. 1705-1755) sous une forme presque entièrement développée. La principale différence entre le système de Stamma et le système moderne est que Stamma utilisait « p » pour les déplacements de pion et la colonne d'origine de la pièce (« a » à « h ») au lieu de la lettre initiale de la pièce. À Londres, en 1747, Philidor gagne contre Stamma dans un match. Par conséquent, ses écrits (qui ont été traduits en anglais) sont devenus plus influents que ceux de Stamma. Cependant, la notation algébrique est devenue populaire en Europe après son adoption par le très influent Handbuch des Schachspiels et est devenue dominante en Europe au cours du XXe siècle. Elle n'est toutefois devenue populaire dans les pays anglo-saxons qu'à partir des années 1970.